# 신재혁 (가수)
신재혁(1994년 1월 13일 ~ )은 대한민국의 가수다. 2017년 디지털 싱글 앨범 [Breeze]로 데뷔했다.

## 방송
- 스타 오디션 위대한 탄생 3 (2012) - Top71

## 음반
- Breeze (2017)
- 몰랐죠 (2017)
- Smile Again (2017)
- 고백 (2017)
- With You (2017)

## 공연
- 롤링 23주년 기념 공연 vol.29 빌리어코스티X스무살 (2018)

## 기타
- 김진수 <하늘을 난다 (Acoustic Ver.)> (2016) - 보컬 참여
- 김진수 <하늘을 난다> (2016) - 보컬 참여
- 데이스윗 <Be With You> (2022) - 작사/작곡/편곡